# Tracedawn
Tracedawn ist eine Melodic-Death-Metal-Band aus Finnland, die 2006 von Tuomas Yli-Jaskari gegründet wurde. Die Band hieß vorher Moravia.

## Bandgeschichte
Per Internet hatte Tuomas Yli-Jaskari im Sommer 2006 eine Gruppe junger talentierter Musiker gefunden, mit der er noch unter dem Bandnamen Moravia eine Demo mit dem Titel Path of Reality aufnahm. Diese Demo stieß auf eine Reihe sehr positiver Kritiken und weckte das Interesse einiger Plattenfirmen. Ende 2007 entschieden sie sich für den Bandnamen Tracedawn, unterschrieben einen Vertrag bei Redhouse FMP und begannen mit den Aufnahmen zu ihrer ersten offiziellen Veröffentlichung. Es erschien eine EP mit vier Songs. Am 19. März 2008 erschien ihr erstes Album Tracedawn in Finnland ebenfalls unter Redhouse FMP. Am 22. August 2008 wurde es von Drakkar Entertainment europaweit veröffentlicht.
2009 erschien das zweite Studioalbum Ego Anthem, das sie mit dem Produzenten Janne Joutsenniemi aufgenommen hatten. Ende September 2009 startete Tracedawn ihre erste Europatour als Support von Ensiferum. Im Januar 2011 trennten sich die Wege von Tracedawn und dem Sänger Antti Lappalainen. Nach längerer Suche wurde Niko Kalliojärvi (Ex-Amoral) als neuer Sänger bekannt gegeben, der aber nur die Growlparts übernehmen wird. Für die Cleanvocals ist nun Gitarrist Tuomas Yli-Jaskari zuständig. Das erste Album mit dem neuen Lineup wurde für Februar 2012 angekündigt und wird Lizard Dusk heißen.

## Stil
Tracedawn spielt einen harten Metal, der aber dennoch viele melodische Elemente aufweist. Auffallend sind die großen technischen Fähigkeiten der Künstler, da diese schon im Kindesalter ihre Instrumente lernten. Laut Aussagen der Band wurden sie von sehr vielen Bands aus diesem Genre beeinflusst.

## Diskografie
- 2006: Path of Reality (2-Track-Demo, noch als Moravia)
- 2008: Tracedawn (Redhouse FMP)
- 2009: In Your Name
- 2009: Ego Anthem
- 2012: Arabian Nights
- 2012: Lizard Dusk